# Jechi'el Kašer
Jechi'el Me'ir Kašer (hebrejsky יחיאל מאיר כשר‎; * 9. června 1961 Ramat Gan) je od roku 2022 soudcem Nejvyššího soudu Státu Izrael.

## Životopis
Narodil se v Ramat Gan a v pěti letech se jeho rodina přestěhovala do Herzlije. Navštěvoval gymnázium Herzlija v Tel Avivu.
Vojenskou službu absolvoval u dělostřeleckého sboru a účastnil se první libanonské války.
Po propuštění z armády začal studovat práva na Telavivské univerzitě, kterou absolvoval s vyznamenáním. Studoval trestní právo u profesora Juvala Levyho. Stáž absolvoval v Levyho kanceláři. V roce 1987 získal právnickou licenci.
Jako advokát se zabýval složitými soudními spory v různých oblastech s důrazem na občanské, obchodní a správní právo. Mimo jiné se zabýval hromadnými žalobami, právem obchodních společností, nemovitostním právem, stavebním právem, bankovním právem, energetickým právem, návrhy k Nejvyššímu soudu, rozhodčími řízeními a mediacemi. Vedl soudní spory v kanceláři profesora Juvala Levyho.
V únoru 2022 bylo rozhodnuto o jeho jmenování do funkce soudce Nejvyššího soudu. Do funkce nastoupil bez předchozí soudní praxe.
Jeho kandidaturu podpořil ministr spravedlnosti Gid'on Sa'ar poté, co vyšlo najevo, že Kašer zastává konzervativní názory. Dne 9. června 2022 složil přísahu.

## Názory
Je jedním ze soudců, kteří schválili demolici domů teroristů.

## Osobní život
Žije v Ra'ananě. Je ženatý s Dorit a má tři děti. Je dědečkem tří vnoučat.
Je fanouškem fotbalové týmu Maccabi Netanja a až do svého jmenování soudcem Nejvyššího soudu byl členem revizní komise klubu.